# Daulatdia
Daulatdia är en by i Rajbari District, i centrala Bangladesh, som helt domineras av prostitution. Byn är i sig självt en enda stor bordell, den största i Bangladesh, och har även beskrivits som en av de största i världen. Den är en av 20 officiella bordeller i Bangladesh och öppnade officiellt, lagligt, 1988 – men hade varit i drift i flera decennier innan dess.